# 丁履恒
丁履恒（1770年—1832年），字若士，一字道久，号东心，江苏武进人。
生于清乾隆三十五年（1770年），二十歲時补诸生。生性好辩，常與陸繼輅持论往復。嘉庆丁酉拔贡。師從盧文弨，其學宗承江永、段玉裁、孔廣森、王念孫等，是常州學派和常州词派重要人物。卒于道光十二年（1832年），年六十三岁。著有《春秋公羊例》、《左氏通義》等。